# Auguste Wilhelmine von Hessen-Darmstadt

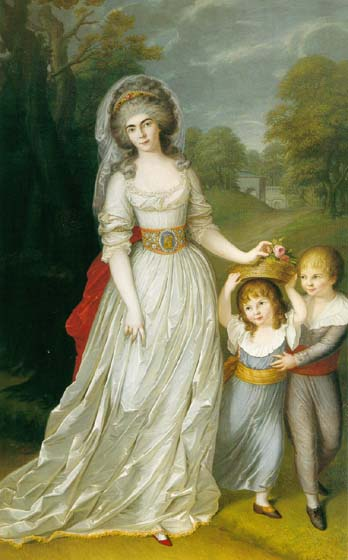
Auguste Wilhelmine Marie (1791)

Auguste Wilhelmine Marie von Hessen-Darmstadt (* 14. April 1765 in Darmstadt; † 30. März 1796 in Rohrbach) war durch Heirat Herzogin von Pfalz-Zweibrücken. Von ihr stammen die Könige von Bayern seit 1825 ab, sie starb jedoch bereits knapp drei Jahre vor dem Regierungsantritt ihres Ehemannes in Kurpfalz-Bayern.

## Leben
Auguste Wilhelmine war eine Tochter des Prinzen Georg Wilhelm von Hessen-Darmstadt (1722–1782) aus dessen Ehe mit Luise (1729–1818), Tochter des Grafen Christian Karl Reinhard von Leiningen-Dagsburg. Die Prinzessin wurde, vornehmlich von ihrer Mutter, sehr sorgfältig erzogen, wobei auch darauf geachtet wurde, Auguste bürgerliche Tugenden zu vermitteln.
Am 30. September 1785 heiratete Auguste Wilhelmine in Darmstadt den Pfalzgrafen Maximilian Joseph von Zweibrücken (1756–1825). Das Ehepaar lebte vornehmlich in Straßburg, von wo aus es vor der Französischen Revolution zunächst nach Darmstadt und schließlich nach Mannheim fliehen musste. In Mannheim lebte die Familie unter sehr bescheidenen Verhältnissen. Der Kurfürst von Bayern hatte der Familie das Exil in Bayern versagt. Augustes Mann wurde nach dem Tod seines Bruders 1795 nominell Herzog von Pfalz-Zweibrücken, doch war das Land französisch besetzt. Nachdem auch in Mannheim Unruhen ausbrachen, floh Auguste mit ihrer Familie nach Ansbach. Die Herzogin starb schließlich, geschwächt durch die Fluchten und fünf Geburten, in Schloss Rohrbach bei Heidelberg an Lungentuberkulose. Begraben wurde sie, wie auch eine früh gestorbene Tochter, in der Stadtkirche Darmstadt, der evangelischen Hauptkirche Darmstadts.

## Nachkommen
Aus ihrer Ehe hatte Auguste Wilhelmine folgende Kinder:
- Ludwig I. (1786–1868), König von Bayern

⚭ 1810 Prinzessin Therese von Sachsen-Hildburghausen (1792–1854)
- Auguste (1788–1851)

⚭ 1806 Eugène de Beauharnais, Vizekönig von Italien, Herzog von Leuchtenberg und Fürst von Eichstätt (1781–1824)
- Amalie (1790–1794)
- Charlotte (1792–1873)

⚭ 1. 1808–1814 Kronprinz Wilhelm von Württemberg (1781–1864)
⚭ 2. 1816 Kaiser Franz I. von Österreich und König von Ungarn (1768–1835)
- Karl (1795–1875)

⚭ 1. 1823 Marie-Anne-Sophie Petin (1796–1838), 1823 Freifrau von Bayrstorff
⚭ 2. 1859 Henriette Schöller (1815–1866), 1859 Freifrau von Frankenburg